# Gustaf Henrik Mellin
Gustaf Henrik Mellin (23 april 1803 i Revolaks, Østerbotten—2. august 1876 i Nørre Vrams præstegård) var en svensk præst og forfatter.
Med "Blomman på Kinnekulle" (1829) slog han igennem, og hans senere historiske noveller vandt udbredelse både i Sverige og andre lande. Som udgiver af "Vinterblommor" kom han i 30—40’erne til at spille en litterær rolle, idet de fleste forfattere gerne ville optræde i denne kalender, og ligeledes har hans "Svensk Panteon" endnu interesse.